# Ożeniłem się z czarownicą
Ożeniłem się z czarownicą (ang. I Married a Witch) – amerykańska komedia romantyczna z 1942 roku w reżyserii René Claira. Adaptacja powieści The Passionate Witch autorstwa Thorne'a Smitha.

## Opis fabuły
Rok 1672 roku. Purytański sędzia Jonathan Wooley skazuje na stos czarownicę Jennifer i jej ojca Daniela. Trzysta lat później, czarownica powraca do życia. Chce dokonać zemsty na potomku sędziego, który skazał ją na śmierć. Jest nim Wallace Wooley, kandydat na senatora. Jennifer planuje podać mu napój, mający sprawić, że mężczyzna zakocha się w niej. Niestety przez przypadek wypija go sama.
Na podstawie filmu powstał w latach sześćdziesiątych serial telewizyjny Ożeniłem się z czarownicą (Bewitched).

## Obsada
- Fredric March - Jonathan/Nathaniel/Samuel i Wallace Wooley
- Veronica Lake - Jennifer
- Cecil Kellaway - Daniel
- Susan Hayward - Estelle Masterson
- Robert Benchley - Dr. Dudley White
- Elizabeth Patterson - Margaret
- Robert Warwick - J.B. Masterson